# کاروو (مکلنبورگ-فورپومرن)
کاروو (به آلمانی: Karow) یک منطقهٔ مسکونی در آلمان است که در پلاو آم زی واقع شده‌است. کاروو  ۷۵۸ نفر جمعیت دارد.